# Дублёр Дмитровского шоссе
Дублёр Дмитровского шоссе — строящаяся автомобильная дорога в Москве. В настоящее время строится её участок от Новодачного шоссе до Виноградной улицы (проектируемый проезд № 226).

## История
В ходе застройки жилых кварталов Бескудниково и Дегунино авторы планировки предусмотрели прокладку дублёра Дмитровского шоссе, с тем, чтобы сделать его транзитной магистралью, в то время, как Дмитровское шоссе останется дорогой районного значения. Вдоль восточной границы района, между Дубнинской улицей и Савёловским направлением Московской железной дороги, была запроектирована эта магистраль, получившая проектное название Новодмитровское шоссе. Однако этот проект не был реализован, а Дубнинская улица была продлена вдоль железной дороги, частично заняв место этого дублёра.
Строительство началось в 2017 года. Плановый срок окончания строительства — 2019 год.